# Joseph Palacios
José Palacios Zapata (Puerto La Cruz, Venezuela; 30 de julio de 1984), conocido artísticamente como Joseph Palacios, es un cantante, productor y realizador audiovisual venezolano. Proviene de una familia de músicos profesionales, destacándose desde temprana edad en festivales de canto y obras teatrales.

## Carrera Musical
Inicios Joseph Palacios comenzó su carrera musical en importantes agrupaciones de Venezuela y fue parte del Sistema Nacional de Orquestas. Estudió técnica vocal con el maestro Carlos Almenar Otero y participó en agrupaciones de salsa y merengue como Stefany Band con quienes grabó junto a Rubby Pérez, Isaías Leclerc, Ramón Orlando y Polo Parra en República Dominicana.
Los Adolescentes (2015-2020) En 2015, Palacios se unió a la Adolescents Orquesta, agrupación con la que recorrió diversos países durante seis años. La agrupación es un referente de la música latina.
Los Embajadores de la Salsa (2020-presente) En 2020, Palacios formó el grupo Los Embajadores de la Salsa junto a exintegrantes de Los Adolescentes, bajo la dirección de Carlos y Luis Mendoza Jr. La agrupación. ha lanzado sencillos como "Que Viva La Vida" junto a Ronald Borjas y "Le hace falta un beso", logrando éxito en plataformas digitales y listas de popularidad en Venezuela y Estados Unidos.

## Colaboraciones
En 2019 participó en la producción "Más de mi" de "Tony Succar" que ganó Latin Grammy en la categoría "Mejor álbum de salsa". Palacios hizo coros en los temas: "El tren del sabor", "Tenemos que repetirlo", "Uno de los dos" y "Sigue Así". En 2020 Tony Succar publicó un documental del proceso de esta producción en el Joseph participó en los coros.
En 2020 el grupo de gaita venezolana “Amor y Gaita” de Lenin Pulgar, lo invita a interpretar la canción “Si tan solo Pudiera” y además le encarga la producción del videoclip.
En marzo de 2022 colaboró con Renz Universal (Renzo Romero) en un tributo a Manuel Guerra y su orquesta Salserín, en este medley de éxitos también fue el productor del video que se grabó en la sala de ensayos La Cueva Records en Miami. En la grabación de este tributo participaron dos exintegrantes de Salserín: Johan Escalante, trombonista y arreglista de este tributo y Franco Lemus, percusionista, quien en su momento fue el músico más pequeño de la orquesta. Además, en las congas participó Gilma Ospina, una percusionista caleña que hace parte de la orquesta de Alberto Barros.
En los premios Grammy 2024 nuevamente Tony Succar es nominado por "Mimy & Tony", el álbum junto a su mamá Mimy Succar,  En este trabajo Palacios no participó solo en los coros sino en la producción vocal de uno de los temas.

## Proyectos en solitario
En 2021, Palacios empezó a trabajar con los productores Juan Daniel Montero y Víctor Baloa, entre República Dominicana y Miami donde reside el artista. Conocido como el Bachatero de Venezuela ha publicado cuatro sencillos y dos medley que han tenido respaldo del público en plataformas como Spotify y YouTube.
Para su primer álbum de estudio contará con Diveana para hacer un dueto en una de las canciones.

## Discografía
Trabajos musicales donde "Joseph Palacios" ha participado como cantante principal o corista.
| SENCILLO/ÁLBUM               | ARTISTA                                                 | AÑO  |
| ---------------------------- | ------------------------------------------------------- | ---- |
| Más de mi                    | Tony Succar (chorus1,2,4,7)                             | 2019 |
| Si fuera ella                | Joseph Palacios                                         | 2020 |
| Recordando al Príncipe       | Joseph Palacios                                         | 2020 |
| Live in Perú                 | Tony Succar (BGVocals)                                  | 2021 |
| Que viva la vida             | Los Embajadores de la Salsa                             | 2021 |
| Tributo a la Salsa Universal | varios artistas                                         | 2021 |
| Mi Buen Amor                 | Joseph Palacios                                         | 2021 |
| Le hace Falta un beso        | Los Embajadores de la Salsa                             | 2021 |
| Si tan Solo Pudiera          | Amor y Gaita (Lenin Pulgar)                             | 2021 |
| Yo Quería                    | Joseph Palacios                                         | 2022 |
| Tributo a Salserín           | Renzo Romero ft. Joseph Palacios                        | 2022 |
| Mix Juan Gabriel Bachata     | Joseph Palacios                                         | 2022 |
| Me Enamoré de Ti             | Joseph Palacios                                         | 2023 |
| Mimy & Tony                  | Tony Succar (chorus1,4,7, 8 y 11. Recording Engineer 7) | 2023 |
| Mix Bachata Vallenato Vol 1  | Joseph Palacios                                         | 2023 |
| Tan Enamorados               | Joseph Palacios ft Homero Gallardo                      | 2024 |

## Premios y nominaciones
| Año  | Artista     | Álbum        | Premio                                                      | Categoría                   | Resultado |
| ---- | ----------- | ------------ | ----------------------------------------------------------- | --------------------------- | --------- |
| 2019 | Tony Succar | Más de Mí    | Latin Grammy (Participó como corista en la grabación)       | Mejor álbum de salsa        | Ganador   |
| 2022 | Tony Succar | Live in Perú | Grammy (Participó como corista en la grabación)             | Mejor álbum Latino Tropical | Nominado  |
| 2023 | Tony Succar | Mimy & Tony  | Grammy (Participó como corista y productor en la grabación) | Mejor álbum Latino Tropical | Nominado  |